# John Rice
John Rice est un réalisateur, animateur et artiste de storyboard américain.

## Filmographie

### Réalisateur
- 1997-2003 : Les Rois du Texas (4 épisodes)
- 2004 : Game Over (6 épisodes)
- 2005 : The Happy Elf
- 2008 : The Simpsons Ride
- 2009 : The Goode Family (3 épisodes)
- 2010 : Neighbors from Hell (7 épisodes)
- 2012 : Bob's Burgers (1 épisode)
- 2013-2014 : Rick and Morty (3 épisodes)
- 2016 : The Early Hatchling Gets the Worm
- 2019 : Angry Birds : Copains comme cochons, co-réalisateur avec Thurop Von Orman

### Animateur
- 1987-1988 : Bravestarr (65 épisodes)
- 1990-2005 : Les Simpson (60 épisodes)
- 1991-1992 : Les Razmoket (12 épisodes)
- 1997-2001 : Les Rois du Texas (44 épisodes)
- 2007 : Les Simpson, le film

### Storyboardeur
- 1991-2005 : Les Simpson (26 épisodes)
- 1994-1995 : Profession : critique (10 épisodes)
- 1996 : Beavis et Butt-Head se font l'Amérique
- 1997-1999 : Les Rois du Texas (7 épisodes)
- 1999 : Les Griffin (1 épisode)
- 2011 : Gnoméo et Juliette
- 2013 : Drôles de dindes
- 2016 : Angry Birds, le film